# Абдуррахим Хайри-эфенди
Шехзаде́ Абдуррахи́м Хайри́-эфе́нди (осман. شهزاده عبدالرحيم خيرى‎; тур. Abdürrahim Hayri Efendi; 15 августа 1894, Йылдыз, Стамбул — 1 января 1952, Париж) — сын султана Абдул-Хамида II от второй жены (икбал) Пейвесте Ханым-эфенди. Участник Первой мировой войны, стал единственным членом Османской династии, получивший немецкий орден «За заслуги».

## Биография

### Юность

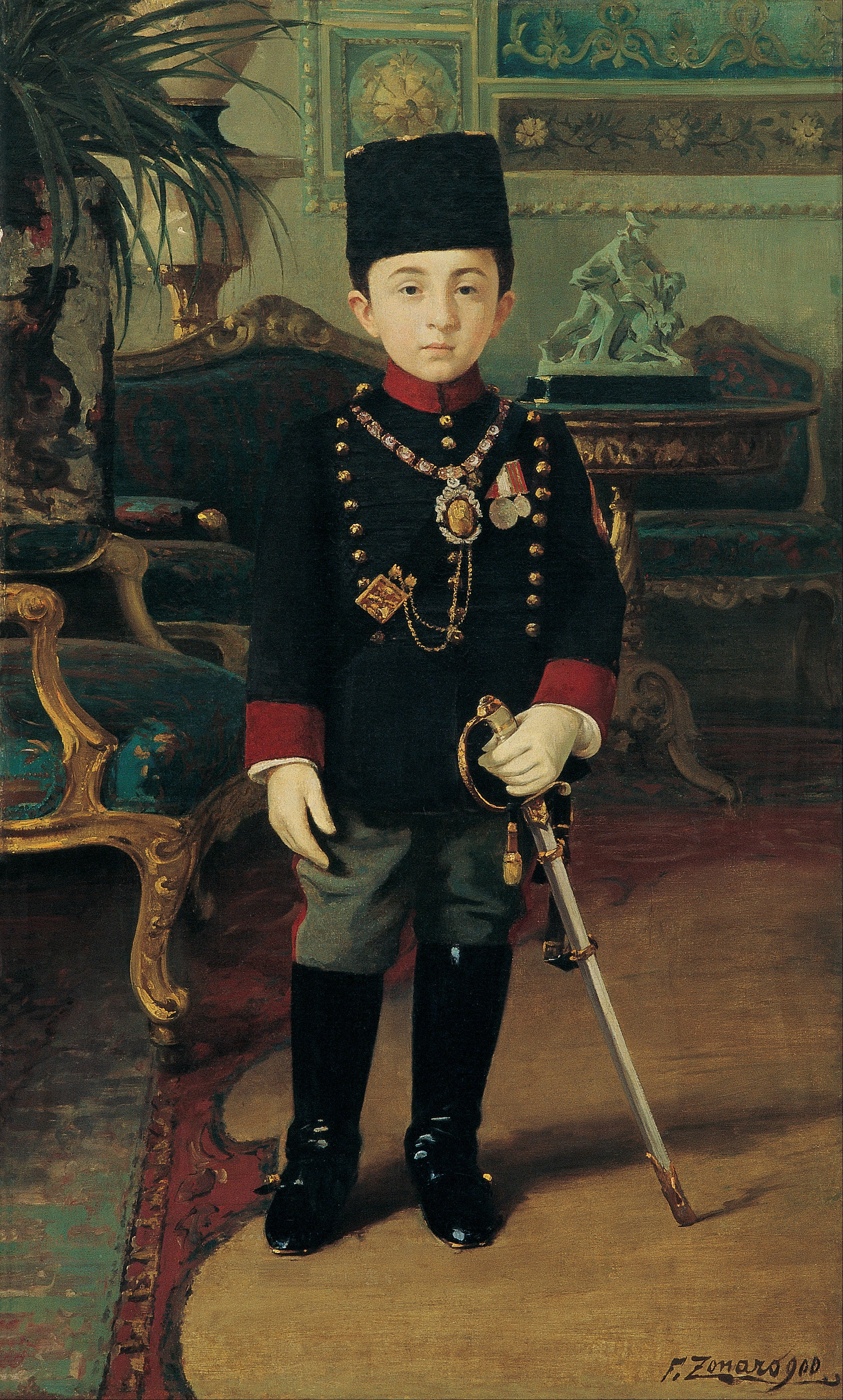
Шехзаде Абдуррахим Хайри в детские годы

Абдуррахим Хайри-эфенди родился 15 августа 1894 года во дворце Йылдыз (Стамбул) в семье султана Абдул-Хамида II и его второй жены (икбал) Пейвесте Ханым-эфенди. У Абдуррахима Хайри-эфенди было, по крайней мере, шестнадцать единокровных братьев и сестёр. В 1899 году состоялся обряд обрезания, на котором он был обрезан вместе с Мехмедом Джемаледдином (сыном Мехмеда Шевкета-эфенди) и Мехмедом Абдулхалимом (сыном Селима Сулеймана-эфенди).
В 1909 году после свержения Абдул-Хамида II вместе с матерью и отцом отправился в ссылку в Салоники. Спустя год, в 1910 году вместе с матерью вернулся в Стамбул. В 1912 году, после перехода Салоников к Греции, Абдул-Хамид II вернулся в Стамбул и поселился во дворце Бейлербейи, где скончался в 1918 году.

### Образование и военная служба
Абдуррахим Хайри получил образование в Дворцовой школе, а затем в 1908 году был зачислен в Императорскую военно-инженерную школу. В 1912 году закончил Османский военный колледж. Получив образование на родине, Абдуррахим Хайри в числе других шехзаде был отправлен в Германию для продолжения военного образования. 
После окончания Потсдамской военной академии, Абдуррахим Хайри служил в звании лейтенанта артиллерии. Во время Первой мировой войны участвовал в Дарданелльской операции и Синайско-Палестинской кампании. 1 апреля 1917 года Абдуррахим Хайри был назначен командующим дивизиона 17-го армейского корпуса. Во время войны Абдуррахим Хайри был награждён орденами, в том числе и немецким «За заслуги». 28 августа 1918 года посетил Австрию, Германию и Болгарию чтобы передать послание о восшествии на престол султана Мехмеда VI.
8 февраля 1922 года Абдуррахим Хайри был назначен инспектором артиллерийского транспорта.

### Жизнь в изгнании и смерть
В 1924 году после изгнания членов дома Османов из страны, Абдуррахим Хайри-эфенди вместе со своей семьей, матерью и тётей поселился в Риме, а затем переехал в Париж. В Париже Абдуррахим Хайри приобрёл хорошую квартиру на бульваре Мюрата, где поселился вместе с матерью. 
После смерти матери в 1943 или 1944 году продал квартиру и переехал в отель «Saint-Honoré». Из-за финансовых трудностей и отсутствия дохода Абдуррахим Хайри впадал в депрессию. 1 января 1952 года Абдуррахим Хайри-эфенди покончил с собой, приняв большую дозу морфина; его нашли мёртвым в номере отеля, где он проживал. Был похоронен на мусульманском кладбище Бобиньи, где также похоронена его мать.

## Семья
У Абдуррахима Хайри-эфенди было две жены и двое детей:
- Небиле Эмине-ханым (1 июня 1899, Стамбул — 6 февраля 1979) — дочь египетского принца Аббаса Халима[англ.]. Брак был заключён 4 мая 1919 года в Стамбуле[3]. В 1923 году этот брак был расторгнут.
  - Михришах Сельджук-султан (14 апреля 1920, Стамбул — 11 мая 1980, Монако), в первом браке была замужем за Ахмедом Эль-Джезули Ратибом (1912–1972) от которого родила троих детей. Второй брак с Ибрагимом Асимом, заключённый 7 апреля 1966 года был бездетным[3].
- Фериде Михришах Мисалрух-ханым (1901 — 1955) — брак был заключён 2 сентября 1923 года.
  - Шехзаде Мехмед Хайри-эфенди (1925, Париж — 1970-е) был женат на неизвестной француженке, брак был бездетным.